# 1972年夏季奥林匹克运动会菲律宾代表团
1972年夏季奥林匹克运动会菲律宾代表团是菲律宾派出的1972年夏季奥林匹克运动会代表团。